# 松井曉波
松井曉波（日语：／ Matsui Akiha，1991年9月15日—）是一名日本女性聲優，東京都出身，Kenyu Office所屬。母親是聲優鷹森淑乃。

## 簡歷
畢業於日本女子大學理學部數物科學科。畢業於talk back養成所。

## 人物
特長是舞蹈、數學和繞口令。興趣是唱歌、一個人去迪士尼、偶像，以及吃東西。

## 演出作品
※粗體字為主要角色。

### 電視動畫
2015年
- 我是高宮茄乃！（店員）
- Baby Steps ~網球優等生~ 2（美紀）
- 蠟筆小新（嬰兒）

2016年
- 少女們向荒野進發（女編輯）
- 火影忍者疾風傳（宇智波泉）
- 齊木楠雄的災難（女學生E）

2017年
- 麵包超人（喵美）

2018年
- 伊藤潤二驚選集（女學生、市内放送）
- 皇帝聖印戰記（愛芮特·哈爾卡斯）
- 傀儡馬戲團（布拉格市 女）

2019年
- 正中間的理久（母親[5]）
- 不愉快的妖怪庵 續（小孩）
- 警視廳 特務部 特殊凶惡犯對策室 第七課 -特7-（店主）

2020年
- 怕痛的我，把防禦力點滿就對了（理沙的母親、狼、兔子、森林女王蜂、史萊姆、怪物、觀戰者B、朧[6]、槍手、玩家1、公會員2）
- 文豪與鍊金術師 ～審判的齒輪～（妻子）
- 咒術迴戰（女服務員）
- 憂國的莫里亞蒂（女傭）
- 哆啦A夢（公主）

2021年
- 麵包超人（女孩子）
- 闇影詩章（黑髮少女）
- 回復術士的重啟人生（女僕）
- 黑色五葉草（希艾爾）
- 魔法科高中的優等生（女學生、五高女子）
- 決鬥大師 KING!（カメラちゃん）
- 熱情閃耀！光之美少女（模特兒）
- 王者天下3（幽族A）

2022年
- 哆啦A夢（廣播）
- 最遊記RELOAD -ZEROIN-（女兒）
- 青之蘆葦（笠原繪美）

2023年
- 怕痛的我，把防禦力點滿就對了2（朧、軟綿綿親密接觸之家的貓咪們、月見、菲、槍使）
- 鄰人似銀河（少女）
- AI電子基因（靜香）
- 藥師少女的獨語（侍女}、梨花妃的侍女）
- 破滅的王國（瑪德亞{、魔女、OL）
- 名偵探柯南（女性）

2024年
- 蠟筆小新（狗）
- 我獨自升級（高田星奈）
- 殺手寓言（CM旁白）
- 寶可夢 地平線（街上的人）
- 烏鴉不擇主（男孩子）
- 新網球王子 U-17 WORLD CUP SEMIFINAL（明智）

2025年
- 雖然我是注定沒落的貴族 閒來無事只好來深究魔法（店主、多娜、娜塔莎、諾姆、蘇拉彭）
- Idol光之美少女你與我（小宮繪真、氣球姐姐、研究會會員）
- 藥師少女的獨語 第2期（水晶宮侍女）
- 戀上換裝娃娃 Season 2（小野田凛子）

### 劇場版動畫
2014年
- 世界第一初戀 ～橫澤隆史的情況～（女孩子C）

2021年
- Princess Principal Crown Handler 第1章（貴婦人）

2025年
- 哆啦A夢：大雄的繪畫世界物語（店裡的女性）

### OVA
2015年
- （麗香、小孩A）

### 網路動畫
2016年
- 哨聲響起（女學生）

2017年
- 枪娘！FIRE（凱莉[7]）

2019年
- 交鋒聯盟 機巧一族（PH-1[8]）

2020年
- 攻殼機動隊：SAC_2045（AI行員、沃特利的母親）
- ブラックチャンネル（[9]）

2025年
- BULLET/BULLET（戰鬥姐姐瑪莉）

### 遊戲
2014年
- 我家公主最可愛（魔女姫 クロウ・サバティ）

2015年
- （鳳綾香）
- XUCCESS HEAVEN（クリスティ・エル・ジョーンズ）
- 魔女異聞錄：伊絲塔利亞傳說（偽愛姫グートルーネ、聖癒術士伊麗莎）
- 蘇菲的鍊金工房 ～不可思議書的鍊金術士～（プニプニ、女性）

2016年
- Grand Sphere：宿命的王女與龍之騎士（交換所アニエラ）

2017年
- 巨影都市（澤田美月[10]）
- 幻獸契約 Cryptract

2018年
- 幻獸姬（聖誕老人）
- （レン[11]）
- 魔物娘☆後宮（アンジェリカ[12]）
- 擂臺☆夢想 女子摔角大戰（久坂美鈴）
- 交鋒聯盟（PH-1、美麗なる武闘家 シャオロン）

2019年
- 元氣封神（魔禮海、文殊）
- 寶可夢大師（阿李[13]）

2020年
- 人中之龍7 光與闇的去向
- 怪物彈珠（[14]）
- 劍客物語
- 刺客教條：維京紀元（ギーダ、〈少年〉）
- 魅影再臨 Exos Heroes（エマ）

2021年
- Girls X Battle 2（アパテー）
- 毀滅群星（トゥインクル・ライオット）

2022年
- 碧藍幻想（[15]、[16]）
- 魔法使之夜（周瀨唯架[17]）
- 扭曲仙境（〈幼年〉）

2023年
- 薔薇與椿 ～豪華絢爛版～（椿小路玲子、妖精黃[18]）

2024年
- Final Fantasy VII 重生
- 百英雄傳 ([19]）
- 艦隊Collection（Mogador[20]、Lexington[20]）
- 死亡復甦 豪華復刻版（[21]）
- 無期迷途（米拉[22])

2025年
- 怪物彈珠（[23]）
- 百日戰記 -最終防衛學園-（第5部隊長パーミス）

## 外部連結
- 松井暁波：Matsui Akiha│株式会社ケンユウオフィス
- 松井曉波的X（前Twitter）